# Luzula densiflora
Luzula densiflora är en tågväxtart som först beskrevs av H.Nordensk., och fick sitt nu gällande namn av Elizabeth Edgar. Luzula densiflora ingår i Frylesläktet som ingår i familjen tågväxter. Inga underarter finns listade i Catalogue of Life.